# Dianthus langeanus
Dianthus langeanus är en nejlikväxtart som beskrevs av Heinrich Moritz Willkomm. Dianthus langeanus ingår i släktet nejlikor, och familjen nejlikväxter. Inga underarter finns listade i Catalogue of Life.